# برات آند ويتني آر-1535 توين واسب جونيور
برات آند ويتني آر-1535 توين واسب جونيور محرك طائرة شعاعي، استُخدم في الطائرات الأمريكية في القرن العشرين.
كُشف عن المحرك لأول مرة في عام 1932، كطراز مكون من 14 أسطوانة لمحرك آر-985 المكون من 9 أسطوانات. وُضعت الأسطوانات في صفين، وبُرد المحرك بالهواء.
بلغت سعة المحرك 1535 بوصة مكعبة (25.2 لتر)، وكان كل من قطر الأسطوانة وطول الشوط يساوي 131.8 مم.

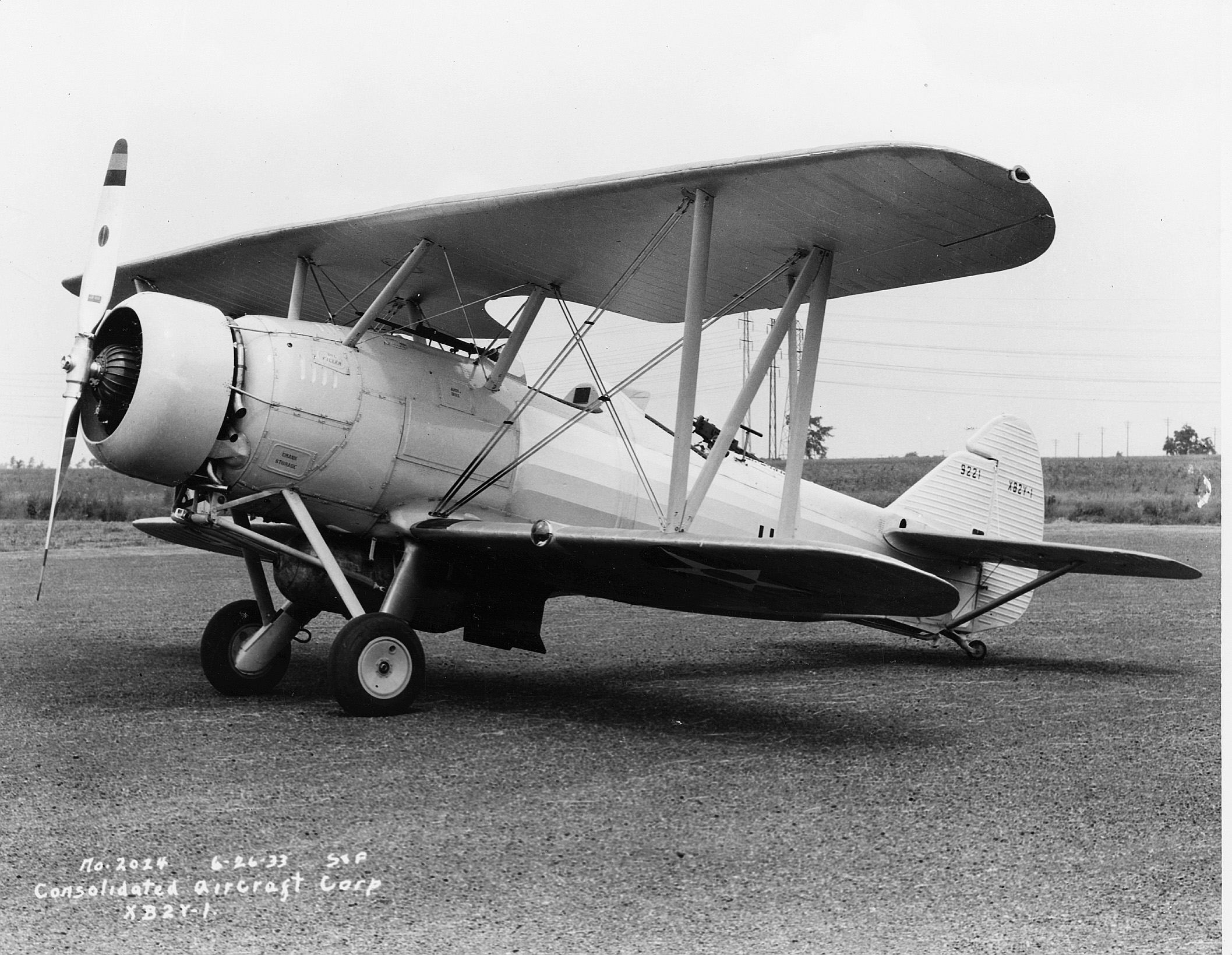
كونسوليداتيد إكس بي 2 واي

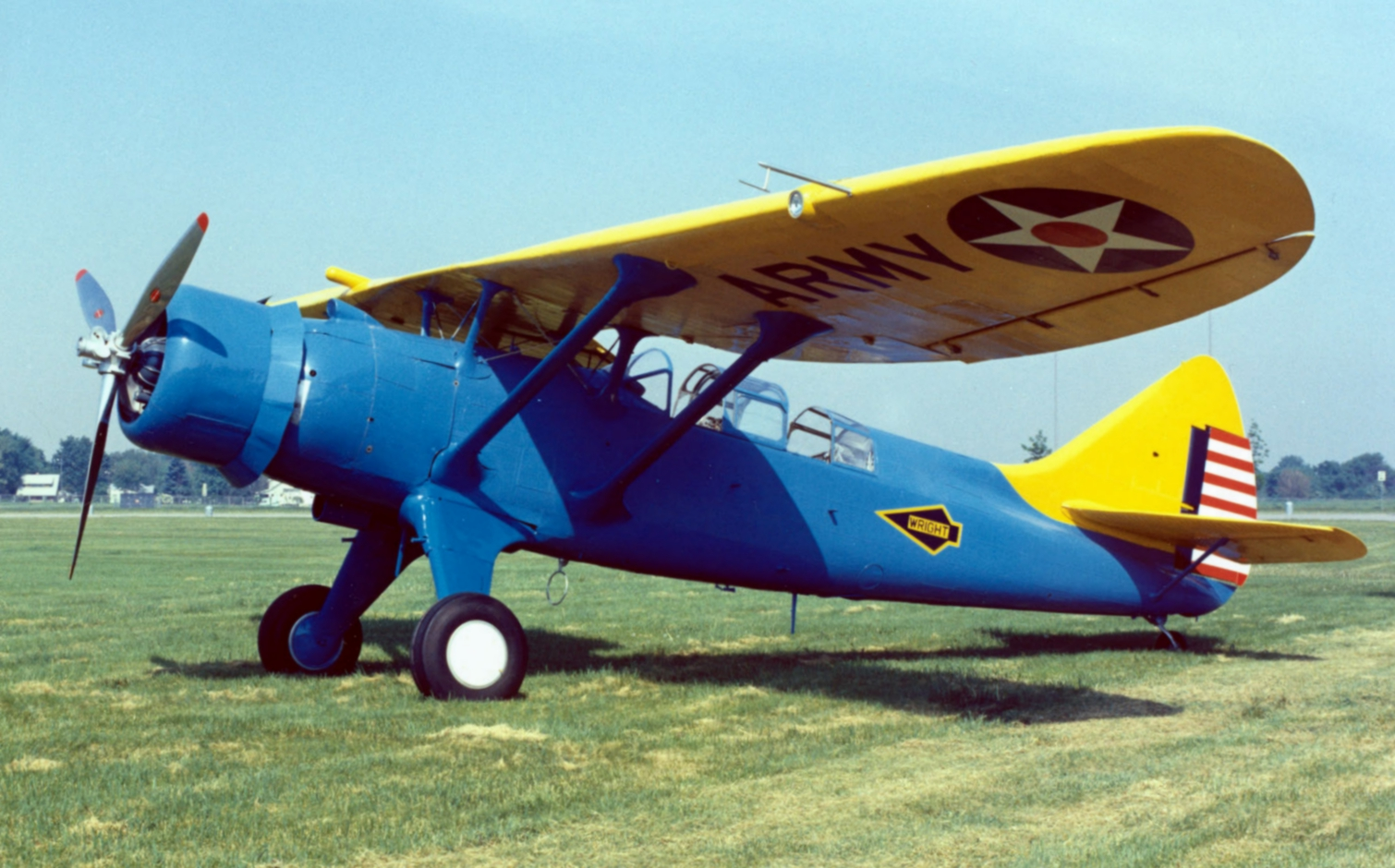
دوجلاس أو-46

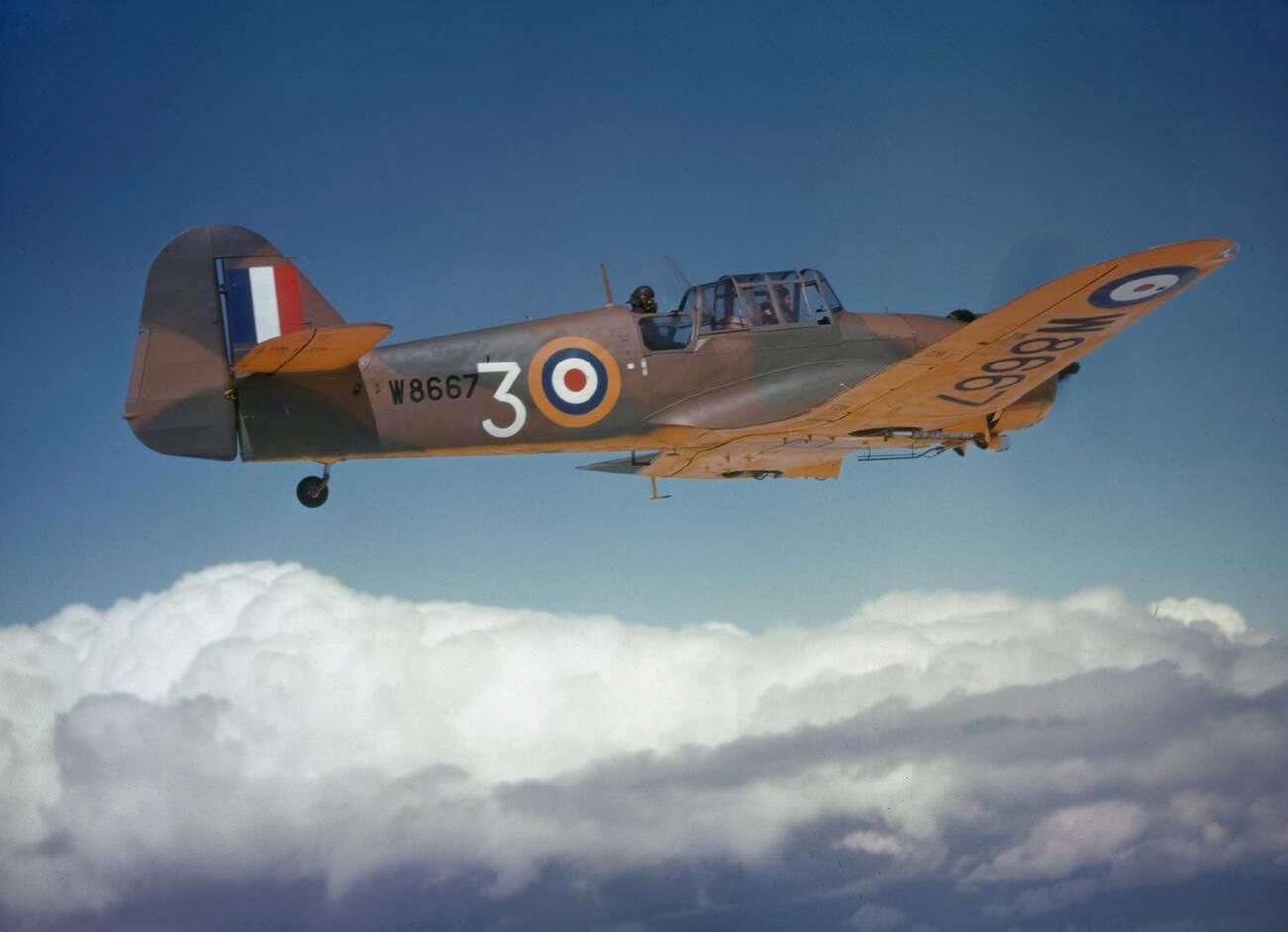
ميلز ماستر

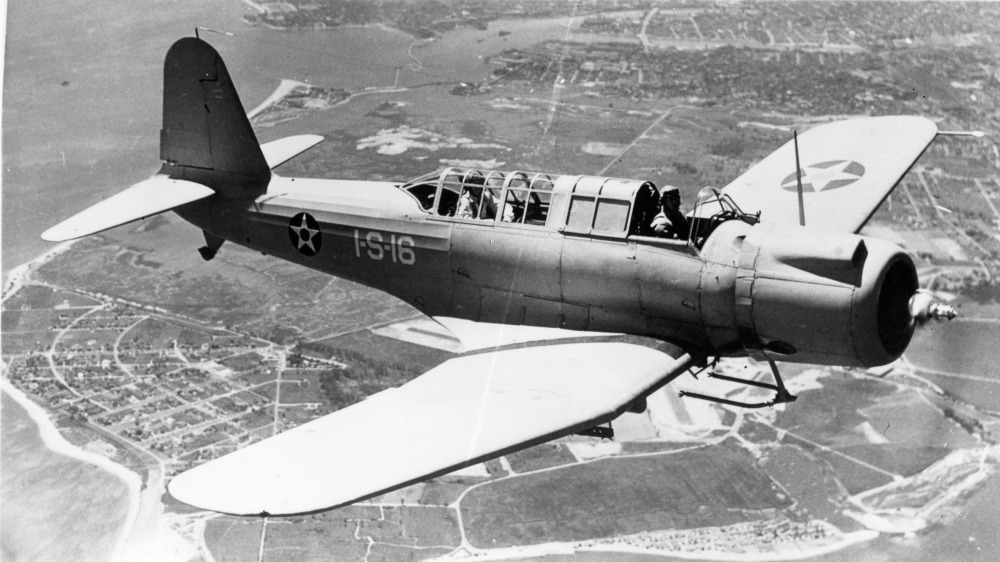
فوغت اس بي 2 يو فينديكاتور

## الطرازات
- آر-1535-11: بلغت قدرته 750 حصان (559 كيلو وات).
- آر-1535-13: بلغت قدرته 750 حصان (559 كيلو وات)، و825 حصان (615 كيلو وات).
- آر-1535-44: بلغت قدرته 625 حصان (466 كيلو وات).
- آر-1535-72: بلغت قدرته 650 حصان (485 كيلو وات).
- آر-1535-94: بلغت قدرته 825 حصان (615 كيلو وات).
- آر-1535-96: بلغت قدرته 825 حصان (615 كيلو وات).
- آر-1535-98: بلغت قدرته 700 حصان (521 كيلو وات).
- آر-1535-اس بي 4-جي: بلغت قدرته 825 حصان (615 كيلو وات).

## التطبيقات
استُخدم المحرك في الطائرات التالية:
- بيلانكا 28-70  [لغات أخرى]‏
- بوينج إكس إف 6 بي
- بريجويت 695  [لغات أخرى]‏
- جريجور إف دي بي 1  [لغات أخرى]‏
- كونسوليداتيد إكس بي 2 واي  [لغات أخرى]‏
- كيرتس اس بي سي-3 هيلدريفر  [لغات أخرى]‏
- دوجلاس أو-46  [لغات أخرى]‏
- فوكر دي 21  [لغات أخرى]‏
- جريت ليكس بي جي  [لغات أخرى]‏
- جرومان إف 2 إف
- جرومان إف 3 إف-1  [لغات أخرى]‏
- جرومان إكس جيه إف-1 دوك  [لغات أخرى]‏
- جرومان إكس اس بي إف  [لغات أخرى]‏
- جرومان إكس اس إف-2
- هوغس إتش-1 ريسر
- ميلز ماستر  [لغات أخرى]‏
- نورثروب ايه-17  [لغات أخرى]‏
- نورثروب بي تي  [لغات أخرى]‏
- نورثروب إكس إف تي  [لغات أخرى]‏-2
- فوغت اس بي يو كورساير  [لغات أخرى]‏
- فوغت اس بي 2 يو فينديكاتور  [لغات أخرى]‏
- فوغت في-141  [لغات أخرى]‏
- فوغت إكس إف 3 يو  [لغات أخرى]‏
- فوغت أو 4 يو  [لغات أخرى]‏-2

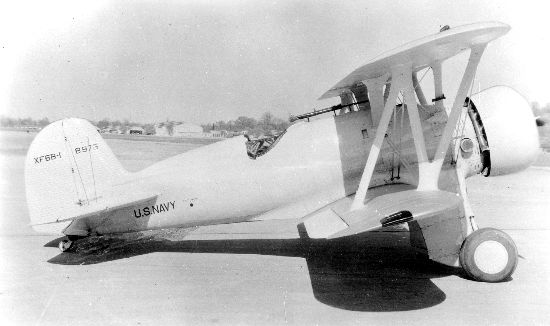
بوينج إكس إف 6 بي
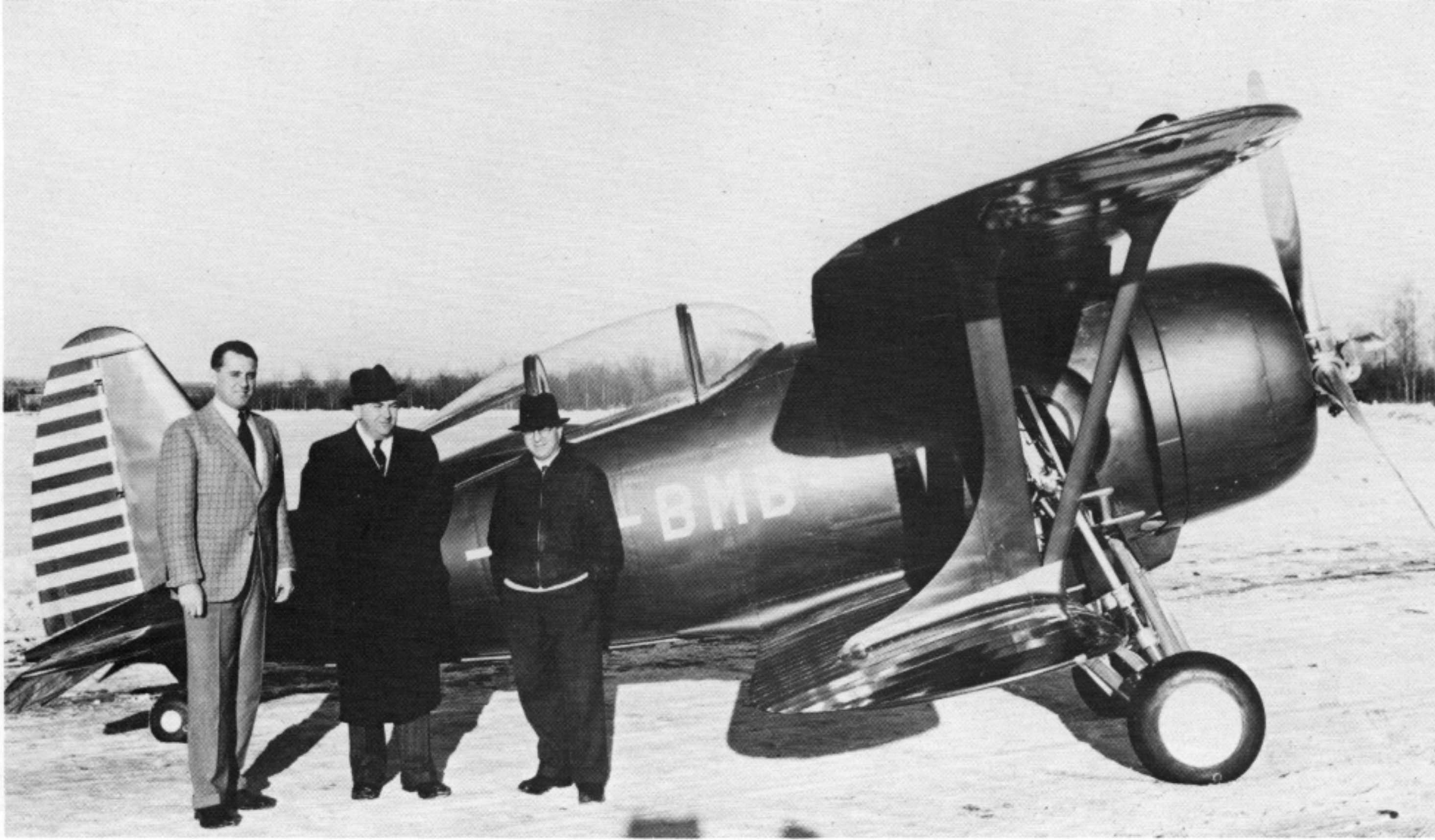
جريجور إف دي بي 1
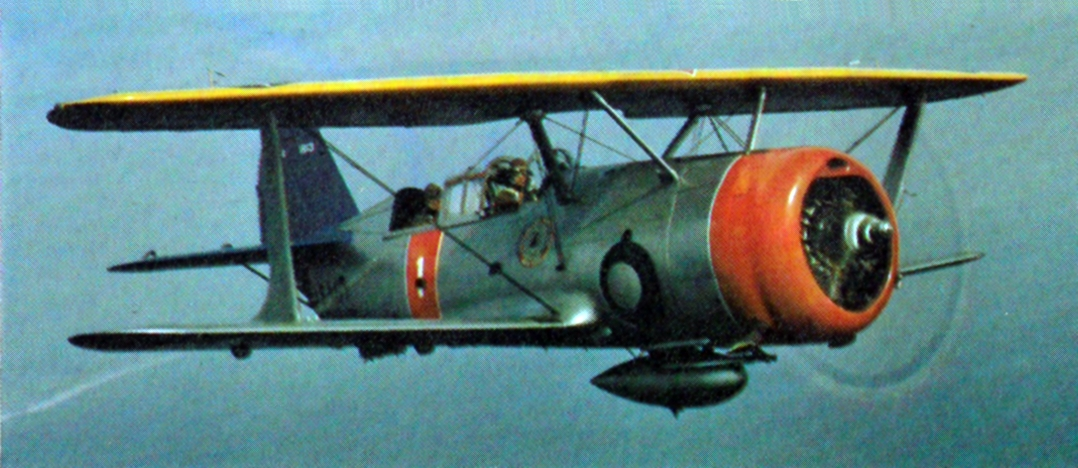
كيرتس اس بي سي-3 هيلدريفر
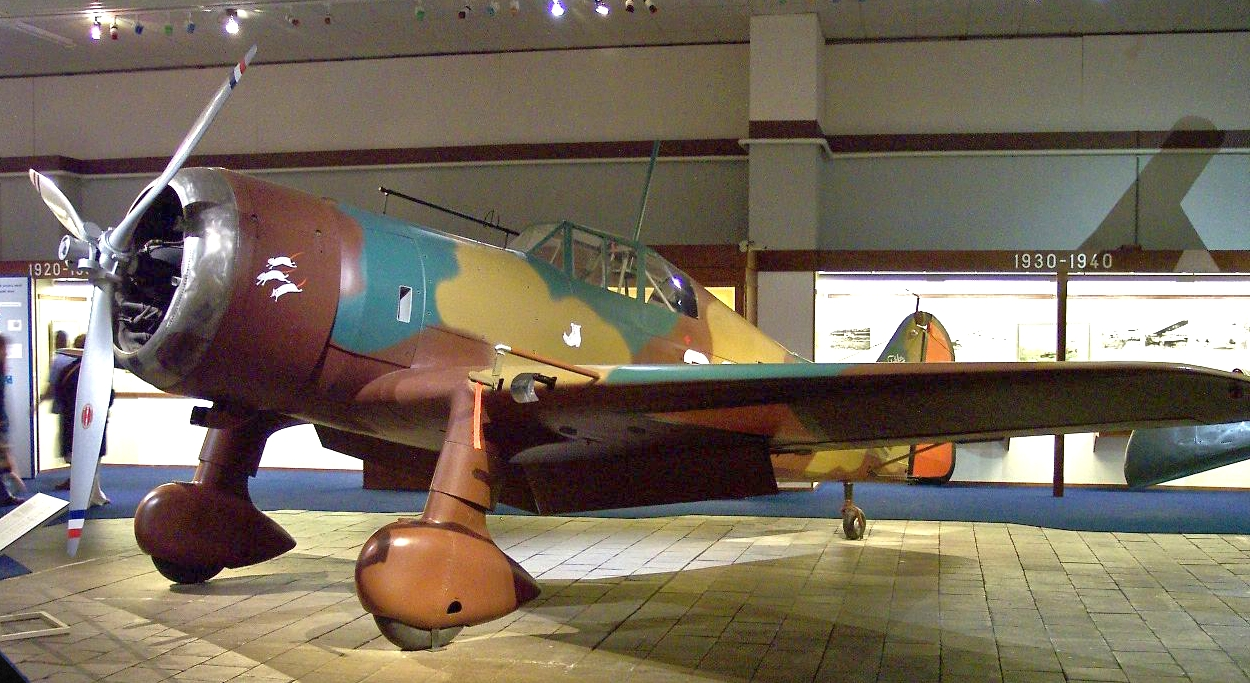
فوكر دي 21
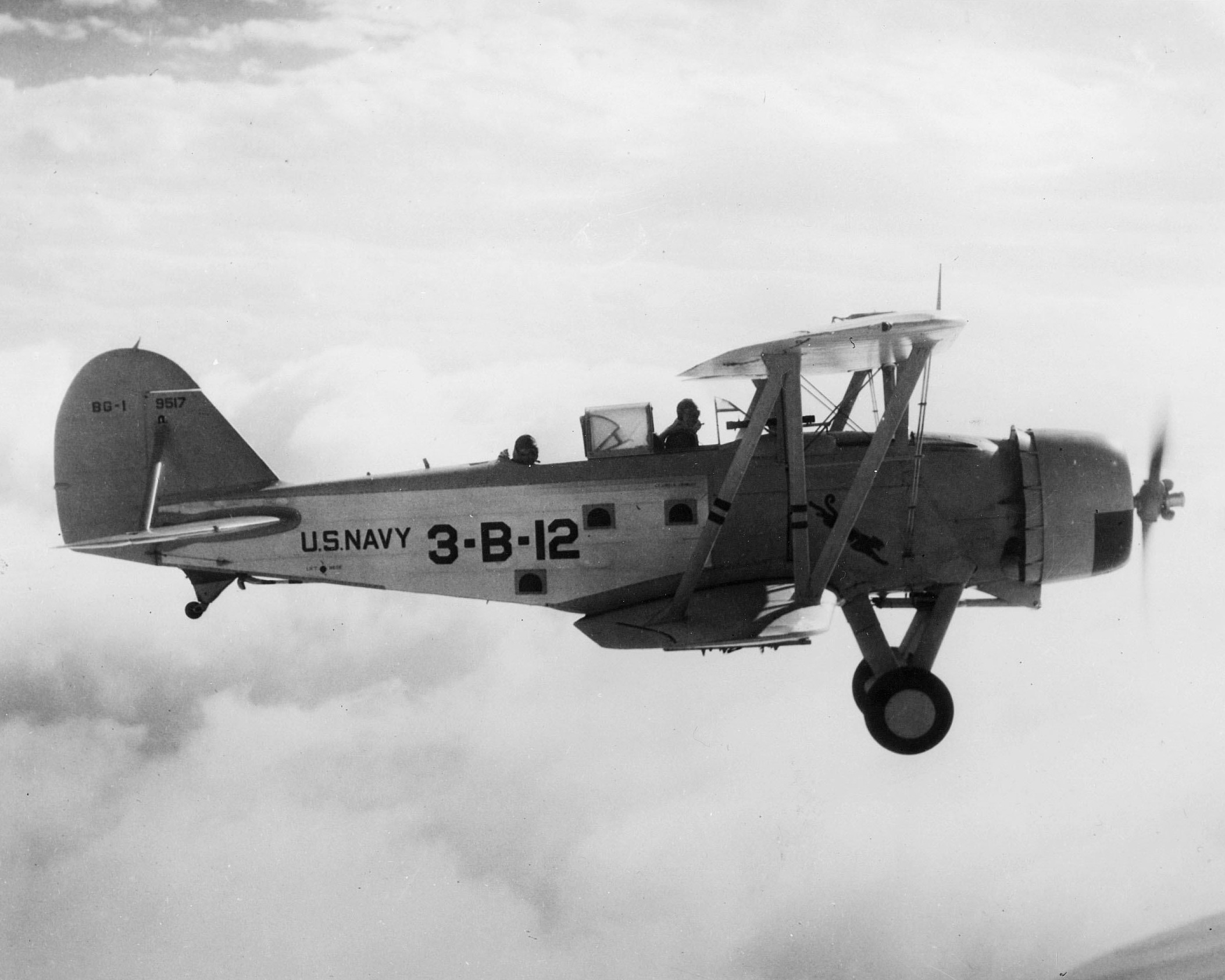
جريت ليكس بي جي
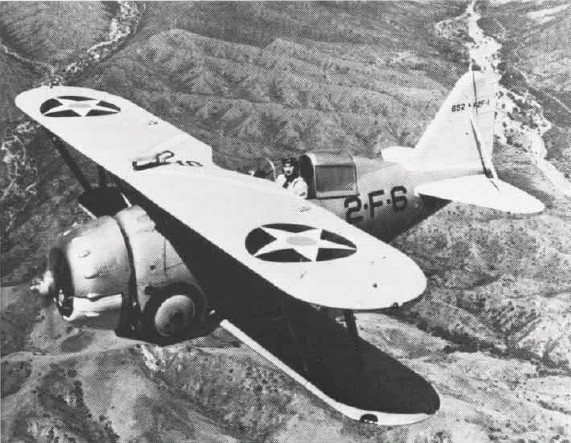
جرومان إف 2 إف
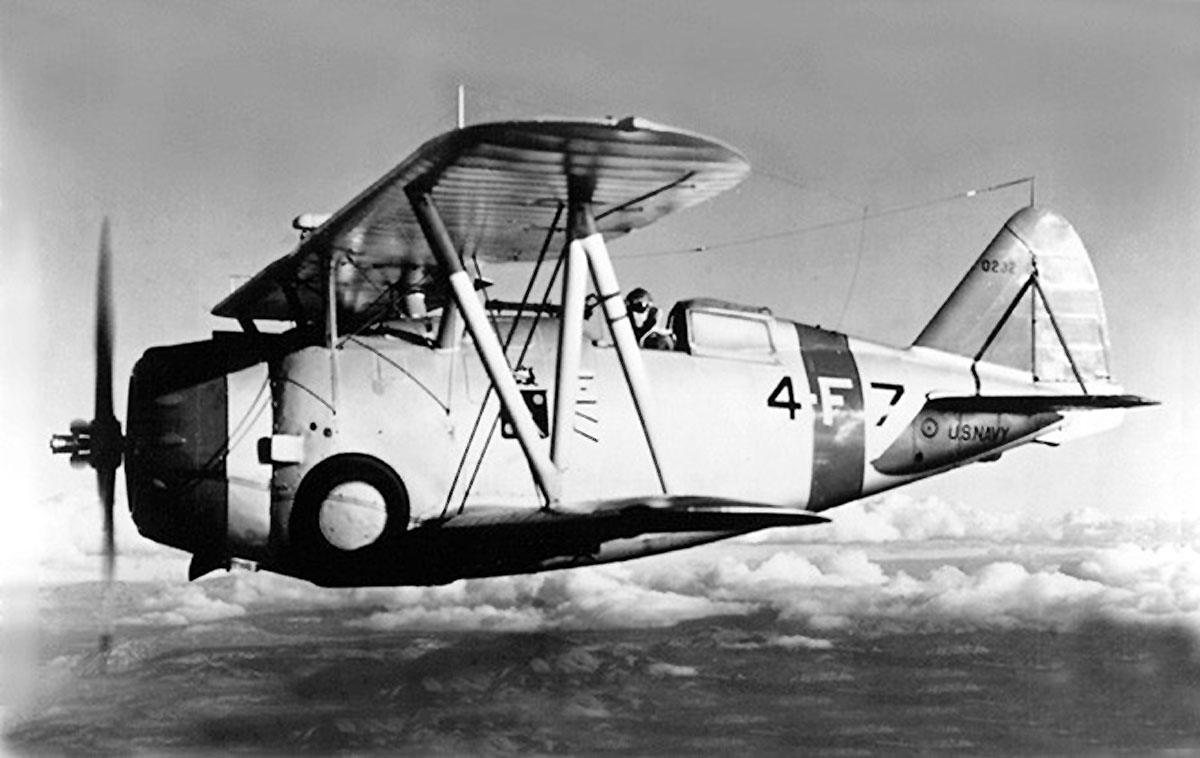
جرومان إف 3 إف-1
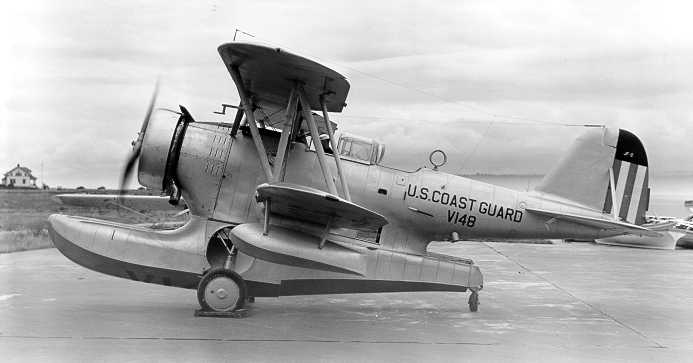
جرومان إكس جيه إف-1 دوك
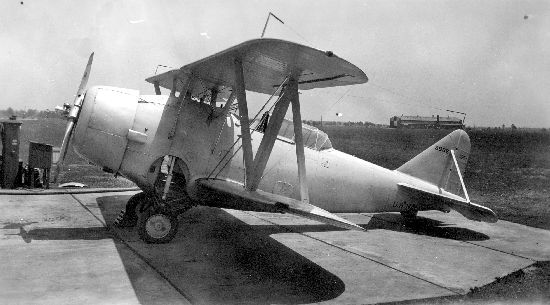
جرومان إكس اس بي إف
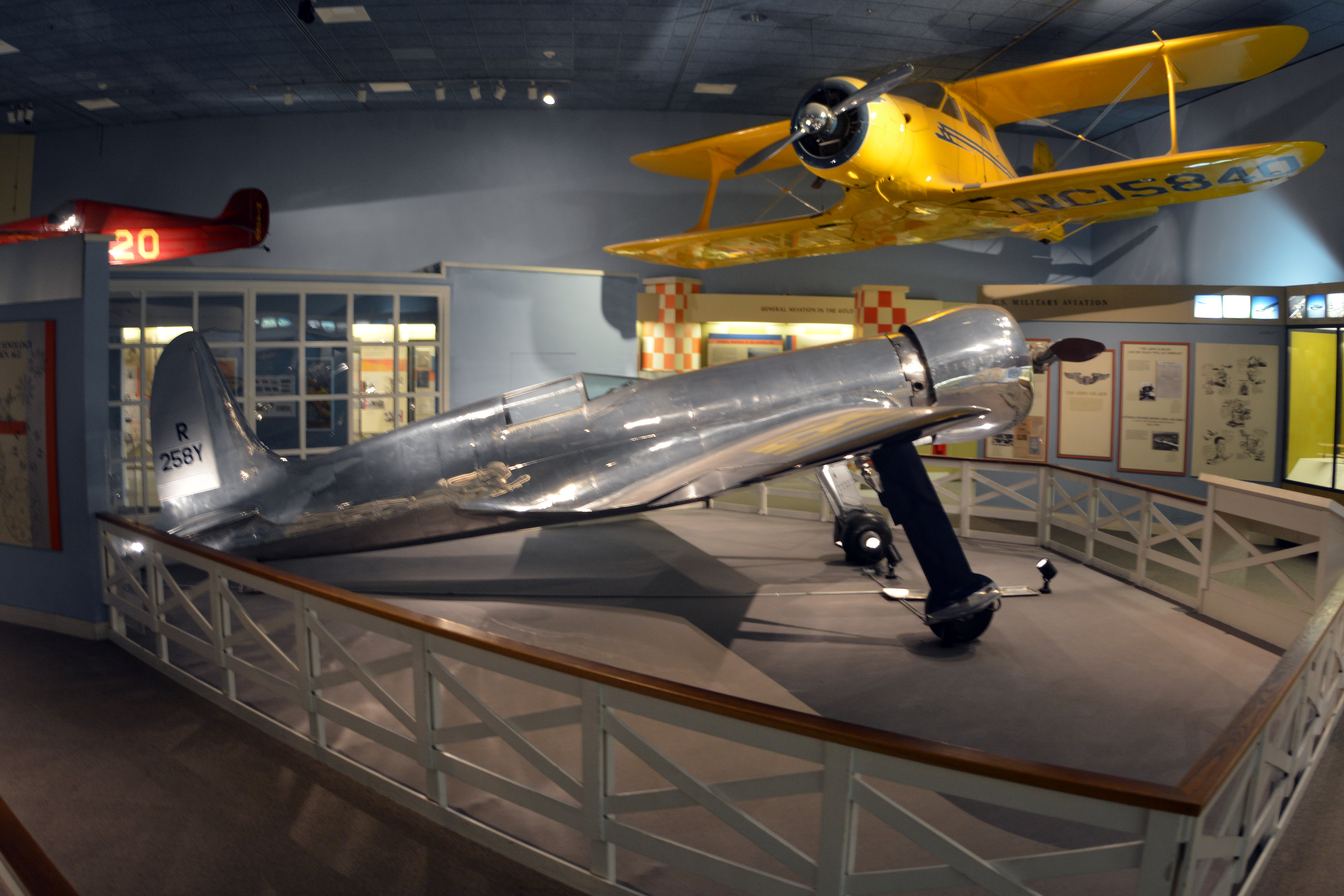
هوغس إتش-1 ريسر
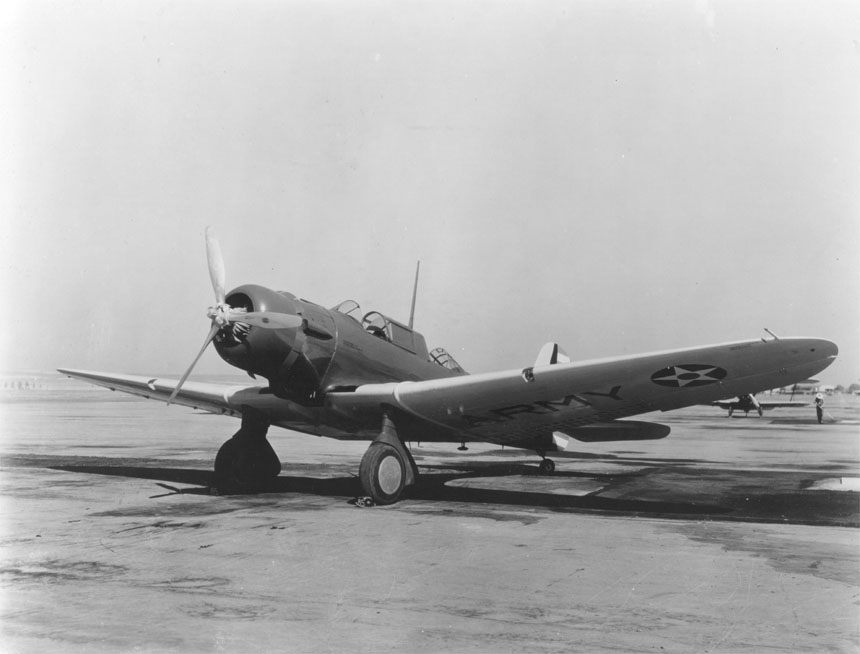
نورثروب ايه-17
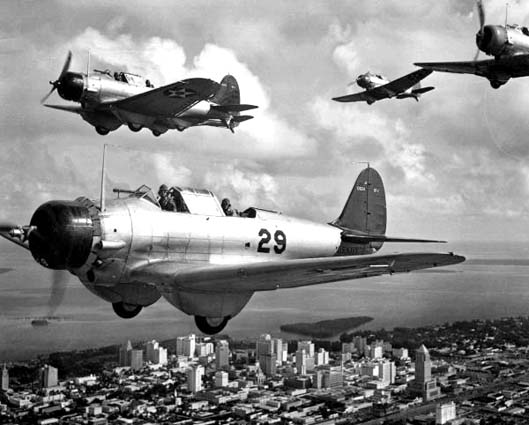
نورثروب بي تي
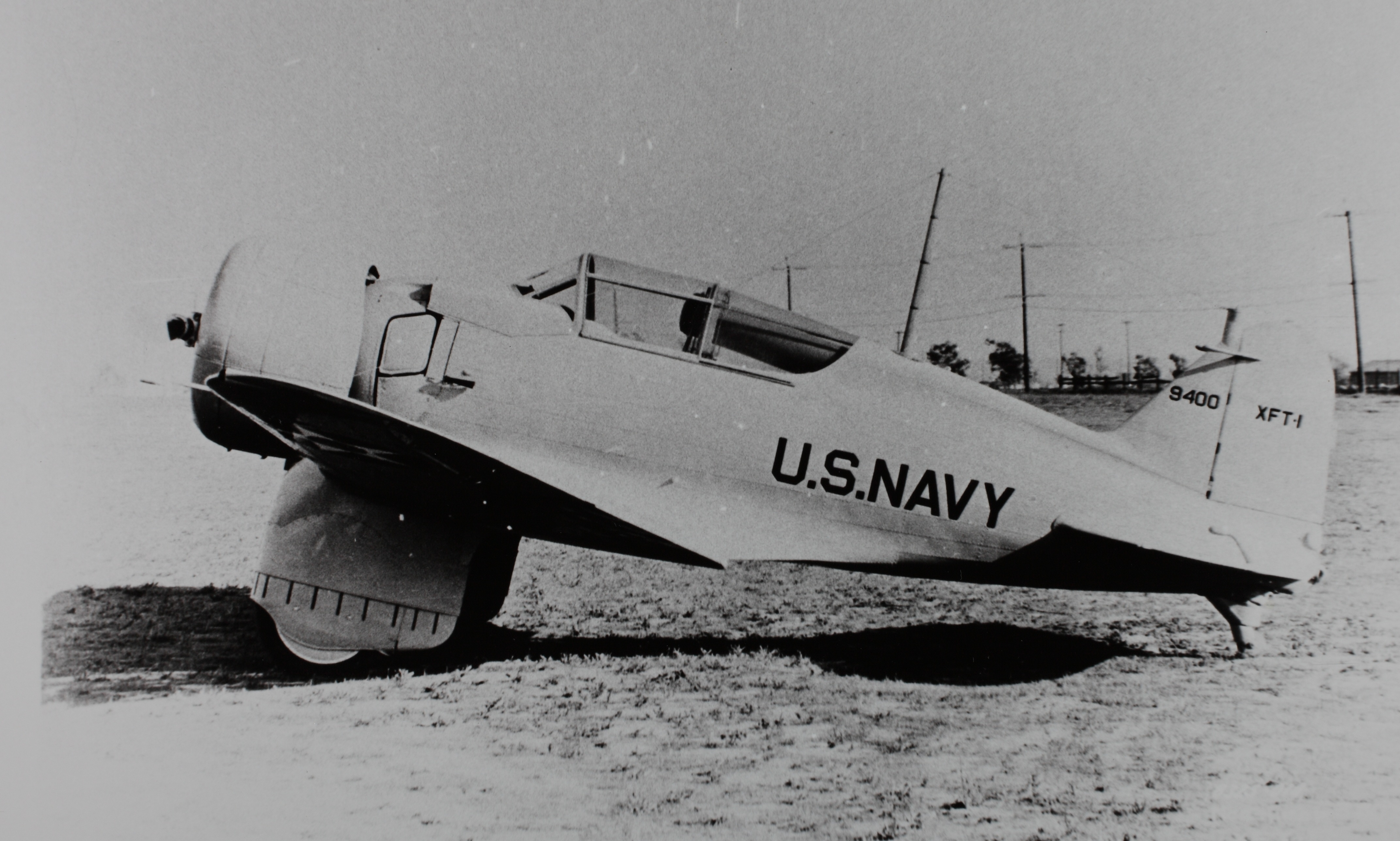
نورثروب إكس إف تي
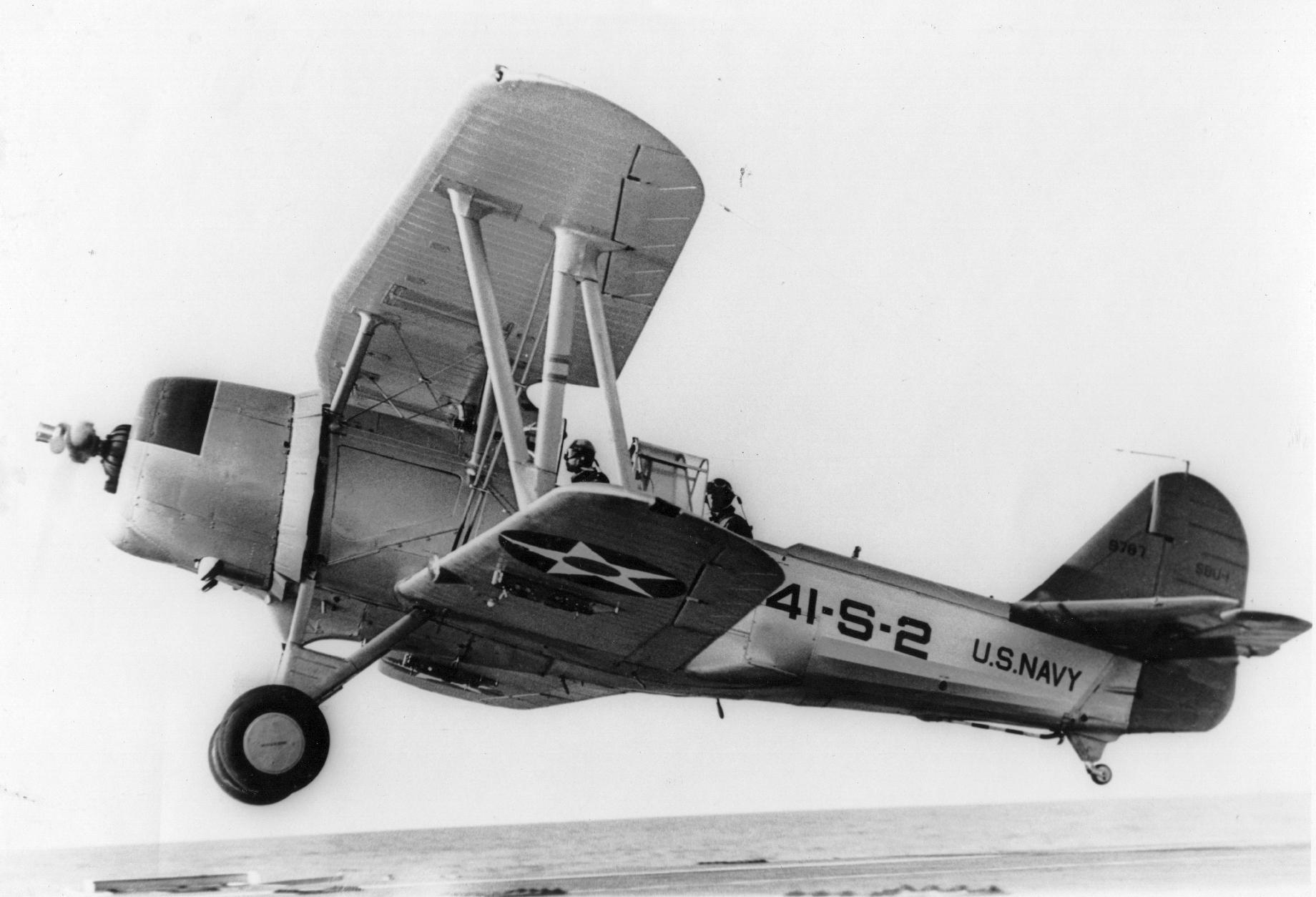
فوغت اس بي يو كورساير
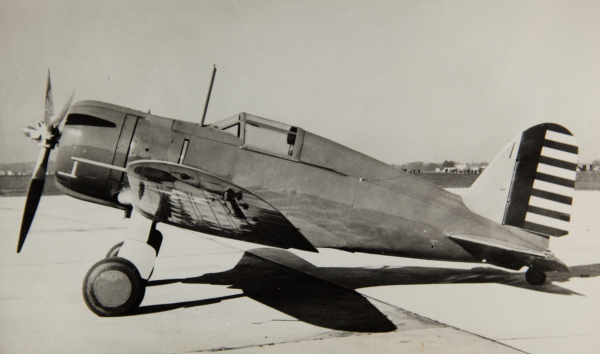
فوغت في-141
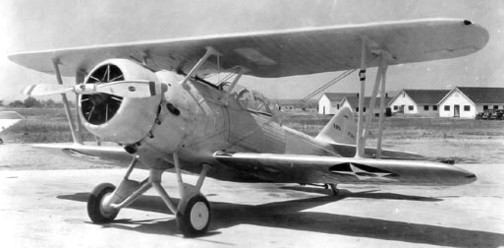
فوغت إكس إف 3 يو
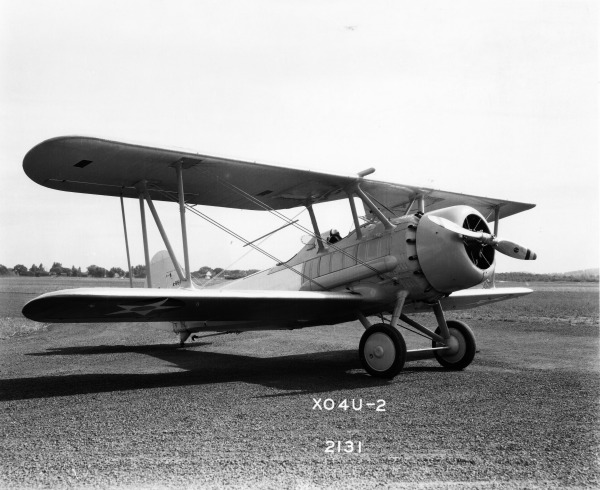
فوغت أو 4 يو

## محركات معروضة
- يٌعرض محرك آر-1535-96 في متحف إنجلترا الجوي الجديد  [لغات أخرى]‏ في مطار برادلي الدولي  [لغات أخرى]‏ في ويندسور لوكس.[2]
- يُعرض محرك آر-1535 في متحف سان ديجو للفضاء والطيران  [لغات أخرى]‏.

## المواصفات (آر-1535-اس بي 4-جي)

### مواصفات عامة
- النوع: محرك طائرة شعاعي مكون من 14 أسطوانات، ومزود بشاحن توربيني فائق، ويُبرد بالهواء.
- قطر الأسطوانة: 131.8 مم.
- الشوط: 131.8 مم.
- سعة المحرك: 25.153 لتر.
- الطول: 135.3 سم.
- القطر: 121.1 سم.
- الوزن الصافي: 493 كجم.

### المكونات
- سلسة صمامات: صمامان علويان لكل أسطوانة.
- شاحن توربيني فائق: شاحن توربيني فائق طارد مركزي مرحلة واحدة، بترس تخفيض سرعة نسبته 1:11
- نظام الوقود: 2 مكربن طراز سترومبرج.
- نوع الوقود: بنزين رقم أوكتان 87.
- نظام التبريد: تبريد بالهواء.
- وحدة تخفيض سرعة المروحة الدافعة: تروس تداويرية، نسببة التخفيض تساوي 1:0.75

### الأداء
- القدرة الناتجة: 825 حصان (615 كيلو وات) عند 2625 دورة/دقيقة عند الإقلاع.
- كثافة القدرة: 0.54 حصان/بوصة مكعبة (24.45 كيلو وات/لتر).
- الاستهلاك النوعي للوقود: 295 جرام/كيلو وات ساعة.
- استهلاك الزيت: 15 جرام/كيلو وات ساعة.
- نسبة القدرة إلى الوزن: 0.76 حصان/باوند (1.25 كيلو وات/كجم).

## مزيد من القراءة
- Gunston, Bill. World Encyclopedia of Aero Engines. Cambridge, England. Patrick Stephens Limited, 1989. ISBN 1-85260-163-9

## روابط خارجية
- معلومات عن محرك برات أن دويتني آر-1535 على الموقع الإلكتروني لبرات أند ويتني.